# Travestitismo in tempo di guerra
Molte persone, sia maschi sia femmine, si sono impegnati nel travestitismo in tempo di guerra, in varie circostanze e per vari motivi nel corso dei secoli. Questo è stato particolarmente vero per le donne, sia mentre prestavano servizio come soldati in eserciti altrimenti del tutto maschili, proteggendo sé stesse o dissimulando la propria identità in situazioni di pericolo, o per altri scopi.
Al contrario, agli uomini è capitato di travestirsi come fossero donne soprattutto per evitare di essere catturati o arruolati contro la propria volontà; il precedente mitologico più famoso è quello riguardante il giovane eroe acheo Achille, il quale si nasconde alla corte del re Licomede vestito come una ragazza e assumendo il nome di "Pirra" (la rossa), questo nel tentativo di evitare la partecipazione alla guerra di Troia.

## Storia

### Antichità
- Epipola era una donna greca descritta da Tolomeo Efestione per aver aderito all'esercito greco durante la guerra di Troia.
- Achille era un eroe greco nella guerra di Troia. La madre Teti, dopo aver appreso da un Oracolo che suo figlio sarebbe morto in battaglia, lo nascose in abbigliamento muliebre per impedirgli di essere arruolato in guerra (vedi l'episodio Achille a Sciro).

### Medioevo
- Hua Mulan era, secondo un celebre poema cinese, una donna guerriera che si è unita all'esercito per combattere al posto del padre.
- la papessa Giovanna sarebbe stata, secondo la leggenda, l'unica figura femminile che avrebbe regnato sulla Chiesa sotto mentite spoglie e con il nome di Giovanni VIII dall'853 all'855.

#### XIV secolo
- Jeanne de Clisson (1300-1359), soprannominata la "Leonessa di Bretagna", era un corsaro che ha fatto affondare innumerevoli navi francesi nel canale de La Manica tra il 1343-1356.
- Giovanna di Fiandra (c. 1295-1374) ha portato la fazione dei Montfortisti in Bretagna nel 1340, dopo la cattura del marito Giovanni VI di Bretagna il quale la lasciò come capo titolare della famiglia. Indossava abiti maschili e s'impegnava in azioni belliche quali l'assedio di Hennebont durante la guerra di successione bretone.

#### XV secolo
- Onorata Rodiani (1403-1452) è stata un mercenario italiano che ha servito come soldato di ventura nella cavalleria, travestito in abiti maschili e con un nome da uomo, a servizio del condottiero Oldrado Lampugnano a partire dall'inizio del 1423.
- Giacomina di Hainaut del Wittelsbach, contessa d'Olanda e Zelanda (1401-1436) ha portato la fazione degli aristocratici Hoek in Olanda. Jacqueline e uno dei suoi servi travestiti da soldati riuscirono a fuggire dalla prigionia a Gand.
- Giovanna d'Arco (1412-1431) è una eroina popolare di Francia e una santa del cattolicesimo romano. Era una ragazza contadina nata in quella che ora è la Francia orientale, che ha sostenuto essere guidata da una forza divina, condusse l'esercito francese a diverse importanti vittorie durante la Guerra dei cent'anni. Dopo essere stata catturata dai suoi avversari, è stata bruciata sul rogo per eresia quando aveva appena 19 anni.

### XVI secolo
- Brita Olofsdotter, vedova del soldato Nils Simonsson, ha servito nelle unità finlandesi della cavalleria svedese in Livonia. Fu uccisa in battaglia nel 1569 e il re Giovanni III di Svezia ordinò che il suo stipendio venisse pagato alla famiglia.

### XVII secolo
- Catalina de Erauso (1592-1650), denominata "tenente Nun", è stata una semi-leggendaria avventuriera spagnola.

### XVIII secolo
- Bonnie Prince Charlie (1720-1788) si travestì come una cameriera di nome "Betty Burke", per sfuggire alla battaglia di Culloden e porsi in riparo nell'isola di Skye nel 1746.
- Deborah Sampson (1760-1827) del Massachusetts è stata la prima donna americana conosciuta che si travestì da uomo per arruolarsi come soldato di fanteria. Ha servito nell'esercito continentale durante la rivoluzione americana.
- Joanna Żubr (1770-1852) fu una soldatessa polacca delle guerre napoleoniche e la prima donna a ricevere l'ordine Virtuti militari, il più alto ordine militare polacco.
- Hannah Snell (1723-1792) era un'inglese che è entrata in servizio militare sotto il nome di "James Gray", inizialmente con lo scopo di cercare il marito scomparso. Ha servito nel reggimento del generale Guise facente parte dell'esercito del Duca di Northumberland, poi anche nei marines.
- Nadežda Andreevna Durova (1783-1866) per nove anni prestò servizio nella cavalleria russa spacciandosi per un uomo. Partecipò alle guerre napoleoniche e in seguito fu promossa ufficiale e decorata con Croce di San Giorgio.
- Francesca Scanagatta (1776-1864) fu ufficiale dell'Esercito del Sacro Romano Impero dal 1797 al 1801, quando fu scoperta e congedata.
- Ulrika Eleonora Stålhammar (1688-1733) è stata una donna guerriera svedese che prestò servizio come soldato in abiti ed identità maschile durante la Grande guerra del Nord.
- Cavaliere d'Éon (1728-1810) ha combattuto con i dragoni francesi durante la Guerra dei Sette Anni. Nel 1775 d'Eon ha rivelato che era in realtà una donna e visse come tale per il resto della sua vita. Quando morì a Londra nel 1810, è stata esaminata dai medici che hanno così scoperto che era anatomicamente un maschio.
- Phoebe Hessel (1713-1821) si arruolò nel 5º reggimento dei fucilieri reali dell'esercito britannico. Ha combattuto nella battaglia di Fontenoy e fu ferita in azione.
- Marie-Jeanne Schellinck (1757-1840) fu una donna belga che si arruolò nel 1792 nel secondo battaglione dell'esercito francese e combatté nella battaglia di Jemappes. Ricevette il grado di sottotenente e, dopo essersi sposata con un tenente suo commilitone, partecipò assieme a lui alla campagna d'Italia, finché non si dimise nel 1808.
- Ana María de Soto (1775-1833), si travestì da uomo con il nome di Antonio María de Soto per arruolarsi nella Infantería de Marina, dove prestò servizio dal 1794 al 1798. Congedata dopo essere stata scoperta, per le sue gesta in battaglia le venne conferito il grado di sergente e una pensione.

### XIX secolo
- Frances Clayton (1830-1863) Si travestì da uomo per arruolarsi nell'Esercito dell'Unione durante la Guerra civile americana.[1][2]

### XX secolo
- Viktoria Savs (1899-1979) durante la prima guerra mondiale si arruolò nell'Esercito austro-ungarico fingendosi uomo, allo scopo di rimanere accanto al padre soldato.

## Nei media
- Nel folklore inglese è presente una ballata chiamata "Sweet Polly Oliver", che parla di una ragazza che decide di indossare i panni di un uomo (nella fattispecie, quelli del fratello morto) per seguire l'amato in guerra.
- Nell'anime D'Artagnan e i moschettieri del re Aramis è in realtà una donna, la quale si traveste da uomo e diventa moschettiere per vendicare la morte dell'amato, ucciso da un criminale noto come "Il cammello".
- Nel film d'animazione Disney Mulan la protagonista si veste da soldato e si arruola per la guerra contro gli Unni per salvare l'anziano padre dalla chiamata alle armi.
- Nel manga Georgie l'omonima protagonista si camuffa da ragazzo, facendosi chiamare Joe Butman, e si imbarca su una nave diretta a Londra per ritrovare il padre scomparso.
- Nel film del 1944 Gran premio una giovane cela la sua vera identità dietro abiti maschili per poter partecipare al Gran National in sella al suo cavallo Pie.
- Nell'opera Fidelio di Ludwig van Beethoven, la protagonista Leonore si traveste da uomo (facendosi chiamare appunto Fidelio) per salvare il marito Florestan, ingiustamente imprigionato.
- Nell'anime Romeo × Juliet, Giulietta per anni si traveste da ragazzo e si fa chiamare Odin per proteggere la sua vera identità dai Montecchi, suoi nemici giurati.
- Nel romanzo di Deborah Ellis Sotto il burqa e nel film tratto da esso (I racconti di Parvana - The Breadwinner), una ragazzina afghana si trova costretta a travestirsi da maschio per provvedere alla sua famiglia dopo che il padre e il fratello maggiore sono, rispettivamente, il primo in prigione e il secondo defunto.
- Nel film di Céline Sciamma Tomboy, la protagonista Laure si finge un maschio per poter entrare nel gruppo del suo nuovo quartiere, facendosi chiamare Michael.
- In Mrs. Doubtfire - Mammo per sempre Robin Williams interpreta un padre separato, affettuoso e stravagante, che si traveste da tata inglese per stare accanto ai suoi amati figli.
- Nell'anime Le Chevalier D'Eon il protagonista all'occorrenza viene posseduto dallo spirito della sorella defunta Lia, alla quale somiglia moltissimo, e ne assume l’identità per poter indagare sui complotti che attanagliano il Regno di Francia. La vicenda è ispirata alla storia del Cavaliere d'Éon, diplomatico francese che visse la prima metà della sua vita come uomo e la seconda come donna.
- Oscar François de Jarjayes, protagonista del manga Versailles no Bara creato da Riyoko Ikeda, sin da bambina si veste e agisce come un uomo per volere del padre. Il suo personaggio ha preso ispirazione dalla figura del caporale francese Pierre-Auguste Hulin, che agli albori della sua lunga carriera militare nelle file dei soldati metropolitani passò dalla parte del popolo in occasione della presa della Bastiglia.